# Merely Mary Ann (film fra 1920)
Merely Mary Ann er en amerikansk stumfilm fra 1920 af Edward J. Le Saint.

## Medvirkende
- Shirley Mason - Mary Ann
- Casson Ferguson - Lancelot
- Harry Spingler - Peter
- Georgia Woodthorpe - Mrs. Leadbatter
- Babe London - Rosie Leadbatter
- Kewpie Morgan - Drunkard
- Jean Hersholt
- Paul Weigel - Vicar